# La Codosera
La Codosera este un oraș din Spania, situat în provincia Badajoz din comunitatea autonomă Extremadura. Are o populație de 2.239 de locuitori (2007).